# Tony Jannus

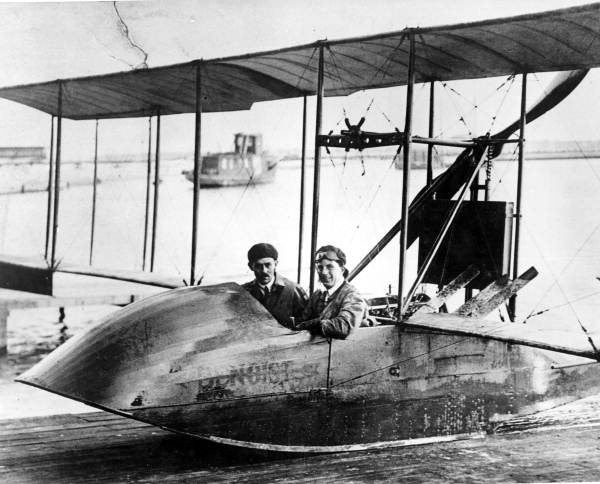
Tony Jannus em 1914 no voo histórico da aviação comercial

Antony Habersack Jannus (Washington, 22 de julho de 1889 - Mar Negro, em território russo, 12 de outubro de 1916) foi um piloto de avião norte-americano, considerado o primeiro piloto comercial da história da aviação.
Filho de um advogado e neto do ex-prefeito de Washington (Roger Chew Weightman), Tony Jannus interessou-se pela aviação ao assistir um show aéreo em Baltimore, em 1910, e assim, iniciou um curso de pilotagem no College Park Airport em Maryland. Junto com o irmão, que também fez o curso de pilotagem, tornou-se piloto de teste do construtor de aeronaves Thomas W. Benoist, no final do ano de 1911.
Em 1° de março de 1912, Jannus participou do voo, como piloto, do primeiro salto de paraquedas a partir de um avião (voo este registrado e documentado), quando o capitão do Exército dos Estados Unidos, Albert Berry, recebe os créditos pelo evento.
Em 1913, o piloto participou de alguns eventos aéreos como uma exposição patrocinada pelo The New York Times, uma corrida aérea e uma busca de resgate ao colega Albert Jewell, que desapareceu com o seu avião no sul de Long Island. Em uma das decolagens para esta busca, Jannus sofreu um acidente, mas saiu ileso do desastre.
No dia 1º de janeiro de 1914, foi escalado para ser o piloto em uma viagem comercial entre as cidades de Tampa e São Petersburgo (duas cidades da Florida) e esta evento é considerado como a primeira viagem comercial da história da aviação, quando o prefeito de São Petersburgo, Abram Phell, pagou a quantia de US$ 400,00 para ser levado a Tampa. O aparelho utilizado foi um hidroavião marca e modelo Benoist XIV de apenas dois lugares, da companhia áerea St. Petersburg-Tampa Airboat Line e de propriedade de Percival Fansler.
Em 1915, Tony Jannus tornou-se piloto de teste da empresa Curtiss Aeroplane Company para aeronaves de guerra, e assim, foi enviado para Moscou como instrutor para os pilotos da aviação russa. Foi nesta função que em outubro de 1916, pilotando um Curtiss H-7 e acompanhado de dois cadetes, caiu em pleno Mar Negro. Seu corpo nunca foi recuperado.
Em 1963, foi criada a The Tony Jannus Distinguished Aviation Society para gerenciar o Prêmio Tony Jannus e perpetuar o nome do primeiro comandante da história da aviação comercial.